# Night Dreamer
| 전문가 평가                          | 전문가 평가 |
| 평가 점수                            | 평가 점수   |
| 출처                                 | 점수        |
| ------------------------------------ | ----------- |
| All About Jazz                       | [ 1 ]       |
| AllMusic                             | [ 2 ]       |
| The Rolling Stone Jazz Record Guide  | [ 3 ]       |
| Sputnikmusic                         | 4.2/5       |
| Tom Hull                             | A−          |
| The Penguin Guide to Jazz Recordings | [ 6 ]       |

《Night Dreamer》는 미국의 재즈 색소폰 연주자 웨인 쇼터의 네 번째 스튜디오 음반이다. 1964년 11월 블루 노트 레코드에 의해 발매되었다. 트럼펫 연주자 리 모건, 피아니스트 매코이 타이너, 베이시스트 레지 워크먼, 드러머 엘빈 존스가 쇼터 오리지널 6곡을 연주했다.
2005년에는 RVG 에디션 시리즈의 일부로 냇 헨토프에 의해 라이너 노트와 함께 재발매되었다.

## 배경
그의 경력의 이 시점에서, 쇼터는 그의 글이 변하고 있다고 느꼈다. 이전의 구성이 "많은 세부 사항"을 가지고 있었지만, 이 새로운 접근 방식은 단순한 품질을 가지고 있었다. "예를 들어, 저는 코드 변화를 많이 사용했지만, 지금은 밀과 겨를 분리할 수 있습니다."
냇 헨토프와의 인터뷰에서 쇼터는 음반의 의미에 초점을 맞추었다. "제가 여기서 표현하고자 하는 것은 가장 작은 개미에서 인간에 이르기까지 살아있는 모든 것에 대한 판단에 접근하는 감각입니다. 저는 〈Armageddon〉의 일반적인 의미가 무엇이든 간에 선과 악의 마지막 싸움이라는 것을 알고 있습니다. 하지만 앞으로 다가올 판결에 대한 저의 정의는 우리가 무엇이며 왜 여기에 있는지를 발견할 수 있는 완전한 깨달음의 시기입니다."

## 곡 목록
모든 곡들은 웨인 쇼터에 의해 작곡하였다.
| #  | 제목                       | 재생 시간 |
| -- | -------------------------- | --------- |
| 1. | 〈Night Dreamer〉          | 7:18      |
| 2. | 〈Oriental Folk Song〉     | 6:54      |
| 3. | 〈Virgo〉                  | 7:09      |
| 4. | 〈Black Nile〉             | 6:29      |
| 5. | 〈Charcoal Blues〉         | 6:54      |
| 6. | 〈Armageddon〉             | 6:22      |
| 7. | 〈Virgo (Alternate Take)〉 | 7:03      |